# CRHoy.com
CRHoy.com es un periódico digital costarricense fundado en el año 2012por el banquero Leonel Baruch, dueño del Banco BCT y ubicado en Mata Redonda, San José. 
El medio fue ganador del Premio Nacional de Periodismo Pío Víquez 2017 por su cobertura sobre el escándalo del cementazo.
Según información de distintas encuestas es el medio de comunicación digital número uno en búsquedas del país.

## Junta directiva
| Puesto     | Nombre               |
| ---------- | -------------------- |
| Presidente | Leonel Baruch        |
| Director   | Ariel Vishnia        |
| Director   | Edwin Fischel Robles |
| Director   | Gabriel Baruch       |
| Director   | Gabriela Burgués     |
| Director   | Mariché Miranda      |
| Director   | Ronulfo Jiménez      |
| Director   | Yafit Ohana          |

## Secciones
CRHoy.com cuenta con las siguientes secciones:
- Últimas noticias
- Nacionales
- Deportes
- Entretenimiento
- Economía
- Tecnología
- Opinión
- Mundo
- Humor